# Salzwiese Barnstorf

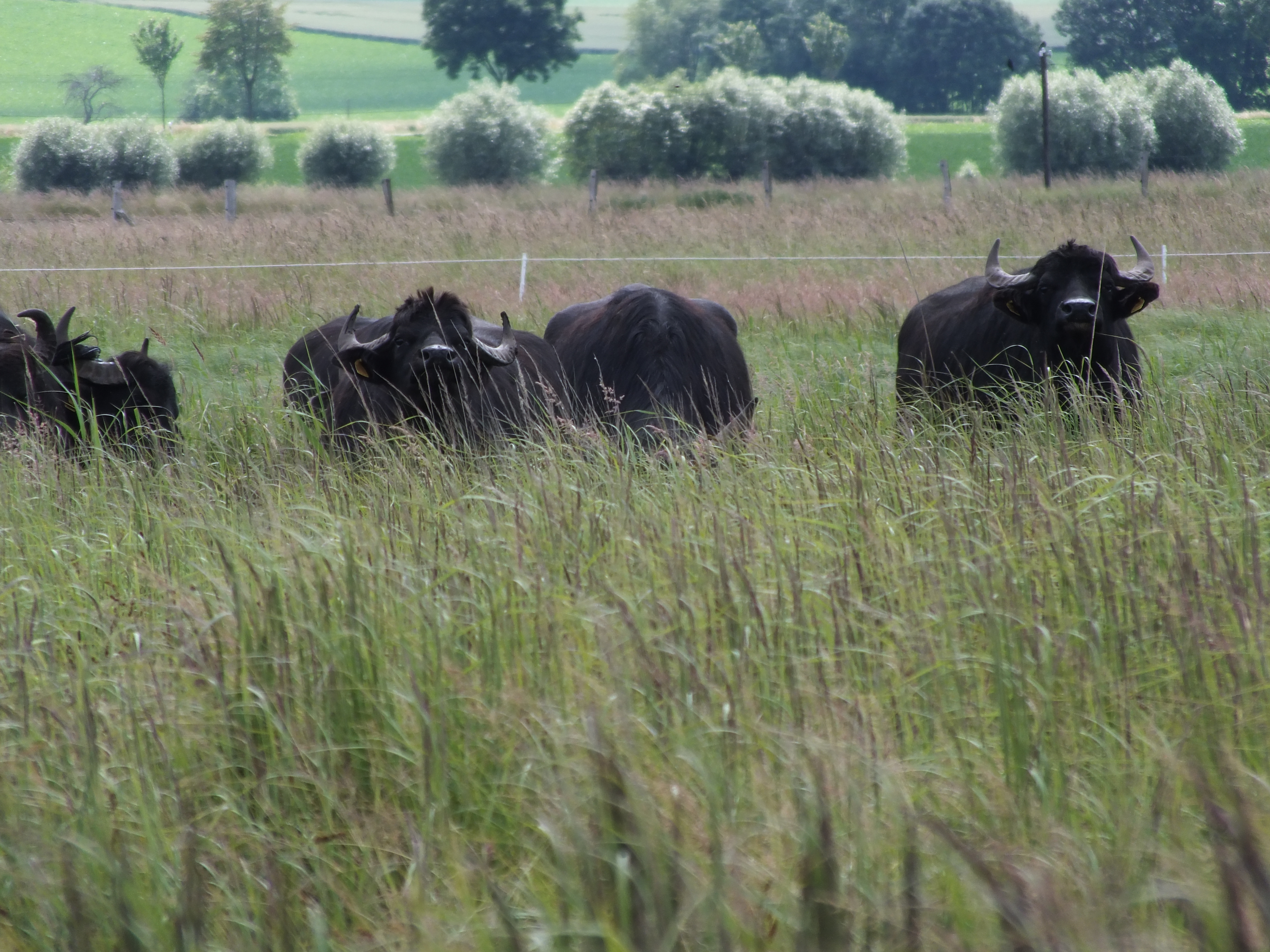
Wasserbüffel im NSG Salzwiese Barnstorf

Die Salzwiese Barnstorf ist ein Naturschutzgebiet in der niedersächsischen Gemeinde Uehrde in der Samtgemeinde Elm-Asse im Landkreis Wolfenbüttel.
Das Naturschutzgebiet mit dem Kennzeichen NSG BR 010 ist 3 Hektar groß. Es ist vollständig Bestandteil des FFH-Gebietes „Heeseberg-Gebiet“.
Das Naturschutzgebiet liegt nordöstlich von Barnstorf. Es stellt eine natürlich entstandene Binnensalzstelle in einer breiten Talmulde unter Schutz, in der salzhaltiges Grundwasser aufsteigt und zeitweise die Oberfläche in offenen Lachen bedeckt. Das Gebiet wird von einem Graben geteilt. Auf beiden Seiten des Grabens liegen stark salzhaltige, vegetationslose Schlammstellen. Daran schließen sich salztolerante Pflanzen (Halophyten) und Pflanzengesellschaften an. So finden sich z. B. Quellerfluren, Salzschwadenrasen und Salzasterbestände. In den Randbereichen schließen sich Flutrasen und Weidelgrasbestände an. 
Im Westen grenzt das Naturschutzgebiet an die in diesem Bereich stillgelegte Bahnstrecke Wolfenbüttel–Oschersleben.
Das Gebiet steht seit dem 16. November 1976 unter Naturschutz. Zuständige untere Naturschutzbehörde ist der Landkreis Wolfenbüttel.